# 奥谷楓
奥谷 楓（おくたに かえで、1993年9月14日 - ）は、日本の女性声優、ナレーター。
滋賀県出身。青二プロダクション所属。

## 経歴
滋賀県立野洲高等学校の卒業生であり、大阪芸術大学短期大学部のメディア・芸術学科声優コースの卒業生である。在学中に、同校で教授を務める古川登志夫、渡辺菜生子らの指導を受けていた。高校時代は軽音楽部に所属していた。
高校時代に地元のイベントの影ナレを頼まれたことをきっかけに声優を目指すようになった。
2014年1月に開催された美のパイオニア・オスカープロモーション、声の老舗・青二プロダクション、博報堂による声優オーディション企画「全日本美声女コンテスト」にファイナリストとして出場。コンテストがきっかけで青二プロダクションに所属になる。
同年4月、第1回全日本美声女コンテストのファイナリストの中から選ばれた8人（辻美優、花房里枝、希水しお、吉村那奈美、入江麻衣子、美波わかな、奥谷楓、大槻瞳）で組まれた期間限定ユニット、ハニーチェガールズとして3か月間活動。
2016年、週刊ファミ通の創刊30周年を記念した第4回ゲーマーズエンジェルコンテストにてグランプリに選出された。

## 人物
3歳違い、7歳違いの弟がそれぞれいる。
事務所の同期には厚地彩花、竹内若子がいる。仲が良い声優には吉村那奈美を挙げている。
生まれた時の手のひらがもみじに似ていたことが「楓」という名前の由来だと語っている。
エレクトーン演奏グレード8級の資格を持っている。方言は関西弁。
趣味は、映画鑑賞、料理、ディズニー雑貨収集、ゲーム、サッカー、歌うこと、辛いもの、サブカルチャー、特技はエレクトーン、キャベツの千切りである。好きなゲームには、零シリーズを挙げ、得意料理にはバターチキンカレーをあげている。
好きな食べ物はポップコーンである。

## 出演
太字はメインキャラクター。

### テレビアニメ
2015年
- 影鰐-KAGEWANI-（チアキ）
- ONE PIECE 〜アドベンチャー オブ ネブランディア〜

2016年
- Dimension W（四阿屋雅）
- はんだくん（宮前唯）
- 斉木楠雄のΨ難（女性B、女子生徒B）
- フリップフラッパーズ（女子生徒）
- 夏目友人帳 伍（傘をくれた女子高生、女子高生）

2017年
- クラシカロイド（女子学生）
- 亜人ちゃんは語りたい（女子生徒）
- 冴えない彼女の育てかた♭（女子生徒）
- ひなこのーと（女性客）
- 正解するカド
- 妖怪アパートの幽雅な日常（田代貴子）
- 恋と嘘（吉野）
- クレヨンしんちゃん（女性A）
- ONE PIECE（2017年 - 2018年、鏡、女、少年）

2018年
- こみっくがーるず（女子）

2022年
- 明日ちゃんのセーラー服（先生）

2025年
- 天久鷹央の推理カルテ

### Webアニメ
- モンスターストライク（2016年、店員）
- JRA×けものフレンズコラボ企画「ウマのフレンズ」スペシャル動画「けいばじょう」（しろげ[17]）

### ゲーム
2014年
- ドラゴンコレクション5 進撃のシシトウ団（アンドロメダ、プーラン）

2015年
- けものフレンズシリーズ（2015年 - 、クロヒョウ、ショウジョウトキ、トキイロコンドル、サラブレッドしろげ）
- 白猫プロジェクト（ユティーナ）

2016年
- 桃色大戦ぱいろん・生（桐生クレア）

2017年
- 青空アンダーガールズ!（棗楓李）

2018年
- 北斗が如く

2019年
- かくりよの門-朧-（秋麗・卑弥呼）
- ゴッドイーターレゾナントオプス（ハンネ）

2020年
- ブレイドエクスロード（2020年 - 2021年、ニーナ） - 2作品

### ナレーション
- 天才!志村どうぶつ園
  - I  LOVE みんなのどうぶつ園
- 東京03の縦画面シアター
- 世界一受けたい授業
- ロボット旅 日本一周 〜タカラモノクダサイ〜
- ういち・中武・オモCのそうだ遊びに行こう!
- 知って、肝炎プロジェクト
- 消えた初恋 朝まで一緒にキュンしよう 新春初キュンSP
- NHK高校講座「家庭総合」
- 明石家さんまのご長寿グランプリ

### ボイスオーバー
- ネコもワンコも大集合 年末はこれでモフモフ!スペシャル
- おはよう日本
- 解決!ナイナイアンサー
- スッキリ!!
- 世界衝撃映像100連発

### ラジオ
- SAPPHIRYS（ラジ友、パーソナリティ）

### ラジオドラマ
- みんなの作文（ニッポン放送、朗読担当）
- 青山二丁目劇場 〜そろそろいかなくちゃ〜（彼女）

### インターネット番組
- 【青二プロ】あやとかえでのちょっとお話しませんか？（SHOWROOM）[22]
  - 【青二プロ】新人声優 奥谷楓のひみつきち。（SHOWROOM、パーソナリティ）[13]
  - 【青二プロ】新人声優 奥谷楓のひなたぼっこ（SHOWROOM、パーソナリティ）[23]
- 4代目ファミ通ゲーマーズエンジェルのゲー活（仮）（ニコニコ生放送）[24]
- サムキンチャンネル（ニコニコ生放送、MC）
- 美声女ホームルーム♪（SHOWROOM、準レギュラー）

### MC
- ガンプラEXPO ワールドツアージャパン 2016 SUMMER[25]

### ドキュメンタリー
- 全日本美声女コンテスト密着ドキュメンタリー（2014年、J:COM）

### 雑誌
- 『光文社 』（女性自身 VOL.1 - VOL.3）2014年5月13日 - 2014年6月10日 美容シャンプー（ハニーチェガールズとして）

### 広報大使
- LIB JAPAN Honeyce'Girls（2014年）

### CM・広告
- 『博報堂』（ハニーチェ）[26]
  - ハニーチェガールズJR編 シティリビング JR女性専用車両トレインチャンネル 2014年4月9日 - 4月22日
  - ハニーチェガールズWEB編 LIB JAPAN 3月21日 - 4月21日

### その他
- ガンダムファンクラブナビゲーター
- オトナへノベル（セリフ）
- おはよう日本（ボイスオーバー）
- 知って、肝炎プロジェクト（ナレーション）
- 世界の果てまでイッテQ!（ボイスオーバー）
- ファミ通 ゲーマーズエンジェル4代目[10]
- 国民アンケートクイズ リアル日本人！（セリフ）
- 24時間テレビ（ボイスオーバー）
- ニッポンうろおぼえトラベルin山形 第2弾（ナレーション）
- ういち・中武一日二善・オモダミンC「そうだ、遊びに行こう!」(ナレーション)スカパー!CH536パチテレ!
- ウチの夏フェス2016
- 声優e-Sports部 2期生（2020年5月 - ）YouTubeでのゲーム実況[27][28]

## ディスコグラフィ

### キャラクターソング
| 発売日  | 商品名     | 歌                   | 楽曲                                                          | 備考                                  |
| 2018年  | 2018年     | 2018年               | 2018年                                                        | 2018年                                |
| ------- | ---------- | -------------------- | ------------------------------------------------------------- | ------------------------------------- |
| 8月29日 | STAR☆TING! | 青空アンダーガールズ | 「STAR☆TING!」 「オレンジ」                                   | ゲーム『青空アンダーガールズ!』関連曲 |
| 8月29日 | STAR☆TING! | Remuage              | 「Melty:Sensation」 「Lip & Candy」 「ノンストップドライブ!」 | ゲーム『青空アンダーガールズ!』関連曲 |

### ユニットメンバー
1. ↑  櫻花ひなた（高橋花林）、水科和歌（和田京子）、望月愛美（望田ひまり）、嘉陽千尋（陽向さおり）、野々宮琴音（内野明音）、黒瀬麗華（早瀬莉花）、今泉更菜（北野更）、相原希（相良茉優）、白拍子美雪（高橋美衣）、霧島理子（菅愛理）、佐久間茜（藤川茜）、椿瑠璃花（井上ほの花）、渡辺晴海（澤田美晴）、舞沢悠（西川舞）、六川麻里紗（飯坂紗幸）、乙葉くるみ（高柳知葉）、岩倉寧々（岩井映美里）、セリア・ウエスギ（杉町麻由子）、日比野彩（七瀬彩夏）、本条佳奈恵（本田かおり）、棗楓李（奥谷楓）
2. ↑  セリア・ウエスギ（杉町麻由子）、日比野彩（七瀬彩夏）、本条佳奈恵（本田かおり）、棗楓李（奥谷楓）